# Donata Feroldi
Donata Feroldi (Piadena, 1961) è una scrittrice e traduttrice italiana.

## Biografia
Si è laureata in Filosofia teoretica all'Università di Milano; negli anni 1990 ha iniziato a lavorare come traduttrice letteraria, lavorando principalmente per Arnoldo Mondadori Editore e Feltrinelli traducendo in italiano autori di lingua francese. Teorica della letteratura, ha collaborato con varie riviste e si occupa di lessicografia. Ha partecipato al mediometraggio Tradurre, del 2008.

## Opere
- La chiave della porta rossa. Leggere Victor Hugo, Pequod, 2008
- Dizionario analogico della lingua italiana, Zanichelli, 2011 (con Elena Dal Prà)

### Traduzioni
- Paul Morand, Viaggiare, Milano, Archinto, 1994
- Margherita Porete, Lo specchio delle anime semplici, Palermo, Sellerio, 1995
- Marguerite Duras, C'est tout, Milano, Mondadori, 1996
- Paul Morand, Bug O'Shea: il miracolo di un gangster, Milano, Archinto, 1996
- Marguerite Duras, Storie d'amore estremo, Milano, Mondadori, 1997
- Alain Braconnier, Anche l'anima fa male, Milano, Feltrinelli, 1997
- Guy Debord, In girum imus nocte et consumimur igni, Milano, Mondadori, 1998
- Marguerite Duras, Il nero Atlantico, Milano, Mondadori, 1998
- Christian Jacq, Vita quotidiana dell'antico Egitto, Milano, Mondadori, 1999
- Daniel Picouly, La coppa del mondo non si farà, Milano, Feltrinelli, 1999
- Victor Hugo, L'uomo che ride, Milano, Mondadori, 1999
- Pierre Lévy, Cybercultura. Gli usi sociali delle nuove tecnologie, Milano, Feltrinelli, 1999
- Jacques Paradis, Qualche buona ragione per non sparare sui vostri genitori, Milano, Feltrinelli, 2000
- Victor Hugo, Notre-Dame de Paris, Milano, Feltrinelli, 2002
- Pierre Lévy, L'intelligenza collettiva. Per un'antropologia del cyberspazio, Milano, Feltrinelli, 2002 (con Maria Colò)
- Paul Morand, Elogio del riposo, Milano, Archinto, 2003
- Théophile Gautier, Racconti, Roma, L'Espresso, 2003
- Yves Bonnefoy, Poesia e Università, Lecce, Manni, 2006
- Gilles Kepel, Oltre il terrore e il martirio, Milano, Feltrinelli, 2009
- Emile Zola, Nanà, Milano, Feltrinelli, 2014
- Emile Zola, Il denaro, Milano, Mondadori, 2018
- Xavier de Maistre, Viaggio intorno alla mia stanza : con Spedizione notturna intorno alla mia stanza, Milano, Feltrinelli, 2024